# Élections législatives papou-néo-guinéennes de 2017
Des élections législatives ont lieu en Papouasie-Nouvelle-Guinée du 24 juin au 8 juillet 2017. Il s'agit de renouveler les cent-onze membres du Parlement (monocaméral), à l'issue d'une législature de cinq ans. Le déroulement du scrutin est émaillé d'incidents et de dysfonctionnements. Onze personnes, dont deux policiers, sont tuées lors d'affrontements post-électoraux à Wabag et à Mendi. Une étude menée par l'Université nationale australienne suggère par la suite que quelque 204 personnes ont été tuées dans des violences autour de ces élections, et des centaines d'autres mutilées ou blessées. L'étude affirme également que les actes d'intimidation et de fraudes ont été de grande ampleur.
Peter O'Neill est réélu Premier ministre par la nouvelle assemblée le 2 août, avec une majorité parlementaire réduite.

## Système politique et électoral
La Papouasie-Nouvelle-Guinée est une démocratie multipartite et une monarchie parlementaire. C'est un royaume du Commonwealth : un État indépendant reconnaissant symboliquement la reine Élisabeth II comme chef de l'État. Le Parlement est élu au suffrage universel.
Le Parlement national est composé de 111 sièges pourvus pour cinq ans au vote à second tour instantané dans autant de circonscriptions électorales uninominales. Dans chacune d'elles, les électeurs classent trois candidats par ordre de préférence. Est alors élu le candidat qui recueille la majorité absolue des premières préférences. À défaut, le candidat arrivé en dernier est éliminé, et les secondes préférences de ses électeurs sont répartis aux autres candidats. L'opération est répétée jusqu'à ce qu'un candidat obtienne de manière cumulée la majorité absolue. Les bulletins de vote comportant moins ou plus de trois préférences sont considérés invalides.
Sur les 111 sièges, 89 sont pourvus dans des circonscriptions « ordinaires » couvrant le pays, tandis que les 22 sièges restants le sont dans des circonscriptions provinciales qui recouvrent les premières en suivant les limites des 22 provinces. Dans ces dernières, le vainqueur devient également le gouverneur de la province concernée. Les candidats doivent avoir au moins 25 ans, et avoir résidés dans leur circonscription depuis au moins deux ans au moment de l'élection, ou bien au moins cinq ans au cours de leur vie.
Le Parlement peut en outre nommer jusqu'à trois membres supplémentaires par un vote favorable à la majorité qualifiée des deux tiers des députés élus. Cette disposition est cependant rarement mise en application.
À la suite des élections, les nouveaux députés renouvellent leurs confiance dans le Premier ministre sortant, ou bien choisissent un nouveau Premier ministre.

## Contexte, partis et candidats
Il existe une multitude de partis politiques. Les gouvernements se constituent ainsi en coalitions. À l'issue des élections de 2012, vingt-et-un partis sont représentés au Parlement, mais seuls deux (le Congrès national populaire et le Parti du triomphe, du patrimoine et de la responsabilisation) ont plus de dix sièges. Alors que l'histoire politique a été marquée par une certaine instabilité, au gré d'alliances changeantes au sein du Parlement, la législature 2012-2017 a été particulièrement stable : La quasi-totalité des députés font partie de la majorité parlementaire du Premier ministre Peter O'Neill (Congrès national populaire), l'opposition parlementaire étant réduite fin 2014 à seulement huit membres. De nombreux députés ayant rejoint le CNP en cours de législature, ce parti compte cinquante-six députés à la veille de la dissolution du Parlement, soit la majorité absolue à lui seul. Le chef de l'opposition, à partir de 2014, est Don Polye,.
Le pays connaît un essor économique durant la législature 2012-2017 (taux de croissance estimé à 5,8 % en 2015), grâce à l'exploitation de ses importantes ressources naturelles (minerais, bois, et le début d'une exploitation de gaz naturel liquéfié en 2014). Toutefois, malgré l'un des taux de croissance les plus élevés au monde, « le pays demeure confronté à de nombreux défis sociaux et économiques », dont un indice de développement humain faible (classé 156e en 2015), un faible taux d'alphabétisation (60 %), et un fort taux de natalité (4,6 enfants par femme). Le pays reste dépendant d'une aide au développement fournie principalement par l'Australie, l'ancienne puissance coloniale. Les taux de violences à l'encontre des femmes demeurent parmi les plus élevés au monde, et les femmes peinent à participer à la vie politique — Le Parlement sortant compte seulement cinq députées sur cent-onze membres. Sur le plan international, sous la direction du Premier ministre Peter O'Neill, la Papouasie-Nouvelle-Guinée a développé davantage ses relations avec l'Indonésie voisine (quitte à minimiser la question des droits de la minorité papoue dans la province indonésienne de Nouvelle-Guinée occidentale), et a cherché à s'affirmer face aux Fidji comme acteur diplomatique et économique de premier plan parmi les États insulaires du Pacifique,.
En 2016 toutefois, le gouvernement est contesté ; pendant plusieurs semaines, des manifestants réclament la démission du Premier ministre, accusé de corruption et qui refuse de se soumettre à un mandat d'arrêt pour soupçon de détournement de fonds publics. Un ralentissement de l'économie, « affaiblie par la chute des prix mondiaux des matières premières », entache également sa popularité,.
Le Parlement et le gouvernement élus en 2017 devront gérer l'organisation d'un référendum d'indépendance pour la province de Bougainville, prévu pour 2019.
Sir Michael Somare, « père de la nation » et Premier ministre à trois reprises, ne se représente pas pour son siège de député et de gouverneur du Sepik oriental, après avoir siégé quarante-neuf ans au corps législatif national. Il avait obtenu son Premier mandat législatif en 1968, durant la période coloniale, et avait été le premier dirigeant du pays au moment de l'indépendance en 1975.

## Déroulement
Sur invitation du gouvernement, le Commonwealth déploie une équipe de douze observateurs, menée par l'ancien gouverneur-général de Nouvelle-Zélande Sir Anand Satyanand. Les élections commencent comme prévu le 24 juin.
Les élections sont entachées de graves problèmes d'organisation. Les listes d'électeurs ne sont pas à jour. Dans les Hautes-Terres en particulier, l'utilisation de listes électorales datant de 2012 prive de nombreux citoyens de la possibilité de voter. Certaines provinces décident d'étendre la période d'ouverture des bureaux de vote, pour tenter d'y remédier. Ainsi le 10 juillet, les bureaux de vote sont toujours ouverts dans certaines parties des provinces de Madang, du Sepik oriental et du Sepik occidental, ainsi que de la Province ouest, alors que les élections devaient se terminer le 8 juillet. Dans certains bureaux, du personnel électoral décide de laisser voter toute personne qui se présente, en raison du grand nombre de noms manquants sur les listes. D'autres problèmes logistiques incluent la distribution tardive du matériel nécessaire à certains bureaux de vote, retardant leur ouverture, et l'envoi d'un nombre insuffisant de bulletins de vote à certains bureaux. Dans les Hautes-Terres, les incidents incluent le vol et la destruction d'urnes ; l'absence d'isoloir dans certains bureaux de vote ; et des échauffourées entre des électeurs et la police.
L'équipe d'observateurs étrangers du Commonwealth note par ailleurs des cas de corruption électorale directe ou indirect, dont l'utilisation de fonds publics pour financer des projets pouvant influencer « de manière significative » le vote des électeurs. À Port Moresby, le déroulement du scrutin est temporairement suspendu lorsque la police arrête trois personnels de la commission électorale qui transportaient d'importantes sommes d'argent et des bulletins de vote préremplis. À l'université de technologie de Papouasie-Nouvelle-Guinée, des étudiants en colère contre les divers dysfonctionnements brûlent des bulletins de vote. À Wabag, des scrutateurs sont arrêtés pour avoir détruit des urnes et des bulletins de vote.
Dans cette même circonscription de Wabag, des partisans du député sortant Don Polye, chef de l'opposition parlementaire, affrontent ceux d'un autre candidat lors d'une rixe durant le dépouillement. Deux policiers et deux autres personnes sont tués. À Mendi, cinq personnes sont tuées lors d'affrontements post-électoraux entre les partisans de deux candidats, début août. Au total, les violences autour des élections auront fait au moins onze morts. À Kundiawa c'est le député sortant (et battu) lui-même, Tobias Kulang (du parti CNP), qui est accusé d'avoir abattu un homme qui le menaçait lors de violences post-électorales. Il est arrêté et inculpé pour meurtre, ainsi que pour incitations à la violence.
Ezekiel Anisi (Parti du congrès national), député sortant de la circonscription d'Ambunti-Dreikikir dans le Sépik-oriental et plus jeune député sortant, décède subitement le 24 mai à l'âge de 28 ans, durant la campagne pour sa réélection. Il souffrait de problème de santé liés à son surpoids.

## Études menées sur les violences et les fraudes
Une étude menée par des chercheurs australiens et papou-néo-guinéens sous l'égide de l'Université nationale australienne révèle en octobre 2018 que ces élections ont été entachées d'insécurité, de violences, de fraudes et de corruption « sans précédent », d'un niveau plus grave encore que les violentes élections de 2002. Elle recense deux-cent-quatre morts lors de violences inter-tribales autour de la campagne électorale, de l'élection ou de ses suites, ainsi que des centaines de blessés -dont des personnes mutilées et amputées par des attaques à la machette- et d'importantes destructions de propriétés et de biens. Les chercheurs rapportent également de nombreux cas de citoyens soumis à des intimidations le jour du vote, de distributions d'argent par des candidats ou par leurs agents, et d'utilisation de bulletins de vote préremplis.
De même, la branche papou-néo-guinéenne de Transparency International rapporte qu'un tiers des électeurs disent avoir été menacés par les partisans de certains candidats. Elle note de nombreux cas d'usurpation d'identité qui ont privé des citoyens de leur droit de vote, dus notamment au fait que l'identité des électeurs n'aurait été vérifiée par les agents des bureaux de vote que dans 49 % des cas environ. Dans de nombreux bureaux, des citoyens rapportent que des agents de sécurité sont positionnés de manière à voir ce qui se passe dans l'isoloir, ne garantissant donc pas le secret du vote. Des cas sont également rapportés d'agents des bureaux de vote remplissant eux-mêmes tout ou partie des bulletins, et ne permettant pas aux citoyens de voter. Transparency International conclut que les élections de 2017 n'ont été « en rien libres ni justes ».

## Résultats
Les résultats définitifs sont les suivants,. La différence de sièges dans la colonne de droite est indiquée par rapport aux résultats des élections de 2012, et non par rapport à l'état des partis en fin de législature 2012-2017.
Les résultats dans les circonscriptions de Bougainville-centre et de Henganofi ne sont connus que tardivement, en raison de recomptes. Ces sièges sont remportés respectivement par Sam Akoita et par Robert Atiyafa, tous deux du parti Congrès national populaire. Les résultats ci dessous incluent ces deux sièges, mais le total des voix n'inclut pas les deux circonscriptions où les recomptes ont eu lieu.
| Parti                  | Parti                                                        | Premières préférences | %     | Sièges | +/-           |  |
| ---------------------- | ------------------------------------------------------------ | --------------------- | ----- | ------ | ------------- |  |
|                        | Congrès national populaire                                   | 1 039 940             | 13,16 | 30     | 3             |  |
|                        | Parti de l'alliance nationale                                | 484 300               | 6,13  | 15     | 2             |  |
|                        | Parti du triomphe, du patrimoine et de la responsabilisation | 323 951               | 4,10  | 4      | 8             |  |
|                        | Pangu Pati                                                   | 322 049               | 4,08  | 9      | 8             |  |
|                        | Parti des ressources unies                                   | 310 282               | 3,93  | 10     | 3             |  |
|                        | Parti du progrès populaire                                   | 373 839               | 3,46  | 5      | 1             |  |
|                        | Parti de la Papouasie-Nouvelle-Guinée                        | 216 527               | 2,74  | 5      | 3             |  |
|                        | Parti national                                               | 186 279               | 2,36  | 3      | 2             |  |
|                        | Parti populaire                                              | 138 395               | 1,75  | 2      | 4             |  |
|                        | Parti social-démocrate                                       | 129 266               | 1,64  | 2      | 1             |  |
|                        | Parti travailliste populaire                                 | 127 989               | 1,62  | 2      | 2             |  |
|                        | Autres partis                                                |                       |       | 10     | -             |  |
|                        | Candidats indépendants                                       | 2 967 067             | 37,54 | 14     | 2             |  |
|                        |                                                              |                       |       |        |               |  |
| Suffrages exprimés     | Suffrages exprimés                                           | 7 903 018             | 98,19 |        |               |  |
| Votes blancs et nuls   | Votes blancs et nuls                                         | 145 760               | 1,81  |        |               |  |
| Total                  | Total                                                        | 8 048 778             | 100   | 111    | en stagnation |  |
| Abstention             |                                                              |                       |       |        |               |  |
| Inscrits/Participation |                                                              |                       |       |        |               |  |

### Résultats notables
Le Premier ministre en exercice et chef de file du Congrès national populaire Peter O'Neill l'emporte dans sa circonscription de Ialibu-Pangia avec 48 714 votes et 78 % des voix, selon des résultats préliminaires annoncés par son cabinet.
Le président du Parlement, Theo Zurenuoc, très controversé pour avoir ordonné le retrait de symboles culturels « païens » de l'enceinte du Parlement, est battu dans sa circonscription de Finschhafen, remportée par Rainbo Paita, du Pangu Pati. Des partisans déçus de Theo Zurenuoc incendient un poste de police et plusieurs écoles.
Le vice-Premier ministre sortant, Sir Leo Dion (Congrès national populaire), perd son siège de député, battu dans sa circonscription provinciale de Nouvelle-Bretagne orientale par le candidat du Parti progressiste populaire, Nakikus Konga. Le Procureur général et ministre de la Justice sortant, Ano Pala (CNP), est également battu dans sa circonscription de Rigo (dans la Province centrale), remportée par le candidat sans étiquette Lekwa Gure.
Don Polye (parti TPR), le chef sortant de l'opposition parlementaire, est lui aussi battu dans sa circonscription de Kandep, remportée par le candidat du CNP, Alfred Manase.
Alors que trois femmes siégeaient au Parlement sortant, aucune femme n'est élue députée pour la législature 2017-2022. Delilah Gore (CNP), Julie Soso (CNP) et Loujaya Kouza (parti TPR), candidates à la réélection, perdent toutes trois leurs sièges.

### Formation du gouvernement
Le 2 août, les députés élisent Job Pomat (du parti Congrès national populaire) à la présidence du Parlement, par soixante voix, contre quarante-six pour le candidat d'opposition Allan Marat. Ils réélisent ensuite Peter O'Neill au poste de Premier ministre, par soixante voix contre quarante-six également. Le Parti de l'Alliance nationale et le Pangu Pati forment une coalition d'opposition, sous la direction de Patrick Pruaitch. En septembre toutefois, la plupart des députés du Pangu Pati, dont leur dirigeant Sam Basil, rejoignent la majorité gouvernementale.

## Changements ultérieurs
- Le père Simon Dumarinu, député de Bougainville-centre pour le Parti social-démocrate, voit son élection annulée en avril 2018 après un recompte des voix qui fait de Sam Akoitai (Congrès national populaire) le vainqueur par quatre voix[39].
- Thomas Pelika, député de Menyamya pour le Pangu Pati, meurt le 30 octobre 2019 à la suite d'un accident vasculaire cérébral[40]. Benjamin Philip, candidat du parti Congrès national populaire, remporte l'élection partielle pour lui succéder[41].
- Sir Mekere Morauta, député de Moresby nord-ouest pour le Pangu Pati, meurt le 19 décembre 2020. Lohia Boe Samuel, du Pangu Pati également, est élu à sa succession en juin 2021[42].
- Richard Mendani, député de Kerema pour le Parti de l'alliance nationale, meurt de la Covid-19 le 19 mars 2021[43].
- Roy Biyama, député de Fly-centre pour le Pangu Pati, meurt le 11 septembre 2021[44].
- Johnny Alonk, député du Ramu-Centre pour le Parti des ressources unies, meurt le 29 novembre 2021[44].
- Sam Akoitai, député de Bougainville-centre pour le Congrès national populaire, meurt le 17 décembre 2021[45].
- William Samb, ministre du Commerce et des Industries et député de Goilala pour le Pangu Pati, meurt le 3 mars 2022 d'une hypertension artérielle[46].
- Sam Basil, vice-Premier ministre et député de Bulolo pour le Parti travailliste unifié, meurt le 11 mai 2022 dans un accident de la route[47].
- Chris Nangoi, député de Sumkar pour le Parti travailliste unifié, meurt le 9 juin 2022[48].
- William Nakin, député de Bougainville-nord pour le Parti de l'alliance nationale, meurt le 12 juillet 2022, pendant les élections législatives de 2022[49].

Comme à l'accoutumée, de nombreux députés changent de parti durant la législature 2017-2022. Au 2 août 2017, par exemple, il n'y a plus aucun député sans étiquette, les élus indépendants ayant chacun rejoint un parti après leur élection. Au 1er mars 2021, le nombre de sièges par parti est ainsi le suivant :
| Parti | Parti                                                        | Dirigeant                            | Sièges | Changement    |
| ----- | ------------------------------------------------------------ | ------------------------------------ | ------ | ------------- |
|       | Pangu Pati                                                   | James Marape                         | 30     | 19            |
|       | Congrès national populaire                                   | Peter O'Neill                        | 15     | 15            |
|       | Parti de l'alliance nationale                                | Patrick Pruaitch                     | 11     | 4             |
|       | Parti travailliste unifié                                    | Sam Basil                            | 9      | nouveau       |
|       | Parti des ressources unies                                   | William Duma                         | 8      | 1             |
|       | Parti populaire                                              | William Tongamp                      | 5      | 3             |
|       | Parti du progrès populaire                                   | Julius Chan                          | 4      | 1             |
|       | Parti pour notre développement                               | Charles Abel                         | 3      | 2             |
|       | Parti libéral                                                | John Pundari                         | 3      | nouveau       |
|       | Parti national                                               | Kerenga Kua                          | 2      | 1             |
|       | Parti social-démocrate                                       | Powes Parkop                         | 2      | en stagnation |
|       | Parti de la Papouasie-Nouvelle-Guinée                        | Belden Namah                         | 1      | 4             |
|       | Parti du triomphe, du patrimoine et de la responsabilisation | Jeoffrey Kama                        | 1      | 3             |
|       | Autres partis (un seul siège chacun)                         | Autres partis (un seul siège chacun) | 13     | 3             |
|       | Députés indépendants                                         | Députés indépendants                 | 3      | 11            |